# 阮文元
阮文元（占語：Po Dhar Kaok 「太陽王」；？—1835年），末代賓童龍占婆副王，1829年至1832年在位。
阮文元為阮文永之子。明命十年（1829年），阮文永逝世。黎文悅未經明命帝批准，任命阮文承為順城鎮正鎮、阮文元為副鎮。明命十三年（1832年），他與阮文承被明命帝召到順化。十月，明命帝對順城鎮進行改土歸流，占婆作為一個獨立的國家滅亡。
明命十六年（1835年），南圻的黎文𠐤之亂被鎮壓。四月，阮文承及副王阮文元被杜文歡供出曾與黎文𠐤相通，被控以謀反罪，凌遲處死，占城祀絕。